# 俞晓松
俞晓松（1937年9月—），原名俞纪美，男，浙江杭州人，中华人民共和国政治人物。

## 生平
1956年加入中国共产党。1964年，毕业于清华大学工业及民用建筑系，历任北京市经贸委主任，北京市政府副秘书长。1988年，任对外经济贸易部外国投资管理司司长。1991年，任对外经济贸易部部长助理。1992年，任国务院经济贸易办公室副主任；次年，改任国家经济贸易委员会副主任。1997年，任中国贸促会、中国国际商会会长。次年任中国国际经济贸易仲裁委员会、中国海事仲裁委员会主任。2006年，获得日本“旭日重光章”。

## 荣誉

### 外国勋章奖章
- 旭日重光章（日本，2006年4月公布[5]，2006年7月17日于北京日本驻华大使官邸颁发[4]）